# Christopher Dawson
Christopher Henry Dawson (Hay Castle, 12 ottobre 1889 – Budleigh Salterton, 25 maggio 1970) è stato uno storico e scrittore britannico.
Conosciuto come uno dei più importanti storici britannici del XX secolo, Dawson fu uno dei massimi promotori della ripresa culturale cattolica inglese nella prima metà del Novecento.

## Biografia
Nacque il 12 ottobre 1889 a Hay Castle, in Galles. Compì gli studi universitari al Trinity College di Oxford. Nella stessa città si convertì al cattolicesimo (il 5 gennaio 1914).
Nel 1925 intraprese la carriera accademica: insegnò Storia della civiltà e Filosofia della religione nelle università di Exeter, Liverpool, Edimburgo e Dublino. 
Dal 1940 al 1944 fu direttore della Dublin Review.
Dopo una trentennale esperienza in Gran Bretagna e Irlanda, Dawson proseguì la carriera accademica negli Stati Uniti: dal 1958 al 1962 insegnò Storia della Religione cattolica all'Università Harvard. Fu il primo docente a tenere la prestigiosa cattedra intitolata a Chauncey Stillman. Successivamente lasciò l'insegnamento e tornò in patria.
Morì a Budleigh Salterton, nel Devon, il 25 maggio 1970, all'età di 80 anni.

## Pensiero
In Le età degli Dei (1928, tit. or. «The Age of Gods») sostiene la tesi secondo cui la base di ogni cultura risiede nella religione. Negli anni seguenti Dawson concentra la sua analisi sui rapporti tra religione, cultura e civiltà. 
A suo giudizio, la civiltà occidentale si distingue dalle altre grandi civiltà della storia per essere fondata su una comune cultura e non su fattori di omogeneità ambientale o etnica; quindi per il suo carattere dinamico. Inoltre la civiltà occidentale, nella sua storia, ha saputo allargarsi a sempre nuove popolazioni integrandole all'interno del proprio quadro valoriale di riferimento. L'importanza del ruolo della religione nella formazione della civiltà europea è un tema centrale della riflessione storico-filosofica di Dawson. L'opera più rappresentativa sull'argomento è La religione e l'ascesa della cultura occidentale (1947-48, tit. or. «Religione and the Rise of Western Culture»).
Da storico medievista, Dawson concentrò i suoi studi sui rapporti tra lo sviluppo della cultura cristiana e la civiltà medievale. Come ebbe a notare, "Solo studiando la cultura cristiana noi possiamo comprendere com'è nata la cultura occidentale e quali sono i valori essenziali su cui poggia. Per cui, se vogliamo che tale tradizione sopravviva, 
io credo che lo studio della cultura cristiana sia fondamentale".

## Onorificenze
Nel 1943 Dawson è stato nominato «Accademico di Gran Bretagna».

## Opere
- 1928 – L'età degli dèi (trad. it., Longanesi, Milano 1950)
- 1929 – Progresso e religione (trad. it., Comunità, Milano 1948)
- 1932 – La nascita dell'Europa (trad. it., il Saggiatore, Milano 1969)
- 1935 – La religione e lo Stato moderno (trad. it., D'Ettoris Editori, Crotone, 2009)
- 1942 – Il giudizio delle nazioni (trad. it., Bompiani, Milano 1946)
- 1950 – Il cristianesimo e la formazione della civiltà occidentale (trad. it., Milano, Rizzoli, 1997)
- Religione e cristianesimo nella storia della civiltà[6]. Edizioni Paoline, Roma 1984
- 1961 La crisi dell'educazione occidentale (trad. it., Morcelliana, Brescia 1965)